# Иванова, Антония
Антония Иванова (болг. Антония Петрова Иванова; по мужу Бобоцова; 24 сентября 1931, София — 25 мая 2004, там же) — болгарская шахматистка, гроссмейстер (1983).
5-кратная чемпионка Болгарии (в 1951—1967), в том числе победительница 1-го чемпионата страны. В составе национальной команды участница 2-х Олимпиад (1957 и 1963), а также турниров претенденток: Москва (1955) — 8-е; Сухуми (1964) — 16-е места.
Была замужем за гроссмейстером Милко Бобоцовым.